# Первомайський (Унецький район)
Первомайський (рос. Первомайский) — селище в Унецькому районі Брянської області Російської Федерації.
Населення становить 29 осіб. Входить до складу муніципального утворення Березинське сільське поселення.

## Історія
Населений пункт розташований на території українського етнічного та культурного краю Стародубщина.
Від 2005 року входить до складу муніципального утворення Березинське сільське поселення.

## Населення
| 2005 | 2010 | 2013 |
| ---- | ---- | ---- |
| 42   | ↘28  | ↗29  |